# Санлис (кантон)
Санлис (фр. Senlis) — кантон во Франции, находится в регионе О-де-Франс, департамент Уаза. Входит в состав округа Санлис.

## История
До 2015 года в состав кантона входили коммуны Авилли-Сен-Леонар, Барбери, Виллер-сен-Фрамбур, Винёй-Сен-Фирмен, Куртёй, Ла-Шапель-ан-Серваль, Мон-л’Эвек, Монтепийуа, Мортфонтен, Омон-ан-Алат, Оньон, Орри-ла-Виль, Плайи, Понтарме, Санлис, Тьер-сюр-Тев, Шаман.
В результате реформы 2015 года   состав кантона был изменен.

## Состав кантона с 22 марта 2015 года
В состав кантона входят коммуны (население по данным Национального института статистики за 2018 г.):
- Авилли-Сен-Леонар (889 чел.)
- Винёй-Сен-Фирмен (1 408 чел.)
- Куртёй (586 чел.)
- Ла-Шапель-ан-Серваль (3 140 чел.)
- Мон-л’Эвек (391 чел.)
- Мортфонтен (863 чел.)
- Омон-ан-Алат (464 чел.)
- Орри-ла-Виль (3 337 чел.)
- Плайи (1 872 чел.)
- Понтарме (833 чел.)
- Санлис (14 891 чел.)
- Тьер-сюр-Тев (1 070 чел.)
- Флёрин (1 929 чел.)
- Шаман (910 чел.)

## Политика
На президентских выборах 2022 г. жители кантона отдали в 1-м туре Эмманюэлю Макрону 32,7 % голосов против 22,1 % у Марин Ле Пен и 14,3 % у Жана-Люка Меланшона; во 2-м туре в кантоне победил Макрон, получивший 59,6 % голосов. (2017 год. 1 тур: Франсуа Фийон – 30,0 %, Эмманюэль Макрон – 23,9 %, Марин Ле Пен – 20,6 %, Жан-Люк Меланшон – 13,1 %; 2 тур: Макрон – 65,5 %. 2012 год. 1 тур: Николя Саркози – 38,1 %, Марин Ле Пен – 19,3 %, Франсуа Олланд – 19,0 %; 2 тур: Саркози – 63,1 %).
С 2015 года кантон в Совете департамента Уаза представляют член совета города Санлис Жером Башер (Jérôme Bascher) и вице-мэр коммуны Винёй-Сен-Фирмен Корри Но (Corry Neau) (оба – Республиканцы).
|                | Кандидаты                              | Партия                   | Первый тур | Первый тур     | Второй тур | Второй тур |
| Кол-во голосов | Кандидаты                              | Партия                   | % голосов  | Кол-во голосов | % голосов  |            |
| -------------- | -------------------------------------- | ------------------------ | ---------- | -------------- | ---------- | ---------- |
|                | Жером Башер Корри Но                   | Республиканцы            | 4 219      | 53,95          | 5 568      | 72,51      |
|                | Мартин Бернар Люсьен Жерарден          | Левый блок – Зелёные     | 1 805      | 23,08          | 2 111      | 27,49      |
|                | Филипп Броссар Мария Сесилия Льебангут | Национальное объединение | 1 796      | 22,97          |            |            |

|                | Кандидаты                    | Партия             | Первый тур | Первый тур     | Второй тур | Второй тур |
| Кол-во голосов | Кандидаты                    | Партия             | % голосов  | Кол-во голосов | % голосов  |            |
| -------------- | ---------------------------- | ------------------ | ---------- | -------------- | ---------- | ---------- |
|                | Жером Башер Корри Но         | Правый блок        | 4 689      | 40,82          | 6 948      | 65,12      |
|                | Фабрис Берли Валери Рузик    | Национальный фронт | 3 699      | 32,20          | 3 722      | 34,88      |
|                | Жан-Марк Барон Паскаль Матьё | Левый блок         | 2 036      | 17,72          |            |            |
|                | Анн Морёй Серж Саломон       | Разные левые       | 1 063      | 9,25           |            |            |

|  | Кандидат         | Партия                    | % голосов |
|  | ---------------- | ------------------------- | --------- |
|  | Жером Башер      | Союз за народное движение | 60,72     |
|  | Милена Трощински | Национальный фронт        | 39,28     |

|  | Кандидат        | Партия                    | % голосов |
|  | --------------- | ------------------------- | --------- |
|  | Кристиан Патриа | Союз за народное движение | 60,71     |
|  | Моника Ферраро  | Социалистическая партия   | 39,29     |